# Lemoniada Gada
Lemoniada Gada (ang. Lemonade Mouth) – amerykański film Disney Channel Original Movies na podstawie książki Marka Petera Hughesa Lemonade Mouth. Film miał swoją premierę 15 kwietnia 2011 w USA na kanale Disney Channel, a w Polsce 14 maja 2011 również na kanale Disney Channel.
W maju 2012 amerykański oddział Disney Channel oraz aktorzy z filmu poinformowali, że – mimo wcześniejszych zapowiedzi – druga część nie powstanie.

## Fabuła
Pięcioro zainteresowanych muzyką uczniów Mesa High: Olivia, Mo, Charlie, Stella i Wen spotyka się za karę po lekcjach. W końcu niechętnie decydują się założyć garażowy zespół o nazwie Lemonade Mouth. Początkowo zespół ma niewielu fanów, ze względu na popularność lokalnego szkolnego zespołu rockowego Mudslide Cruch. Jednak Lemoniada się nie poddaje, postanawia wziąć udział w szkolnym koncercie z okazji Halloween. Zespół wykonuje tam swoją nową piosenkę Determinated i zdobywa zaufanie uczniów. Jednak pojawiają się również przeciwnicy grupy - w tym Cruch którzy sabotują zespół Stelli gdy tylko jest to możliwe. Po występie podczas Halloween dyrektor zabrania Lemoniadzie dalszych występów na terenie szkoły. Wtedy Wen załatwia koncerty w pewnej pizzerii. Niedługo później pojawiają się problemy: Wen podbija oko, Olivia traci głos, Charlie łamie palce, a Mo ma gorączkę. Zbliża się znany konkurs muzyczny „Zostań Gwiazdą”, w którym jak co roku Mudslide Cruch zajmuje dominującą pozycję; Lemoniada przegrywa konkurs z powodu swoich problemów, jednak widownia pomaga zespołowi i zaczyna śpiewać. Wtedy chłopak Mo, członek zespołu Mudslide Cruch postanawia pomóc swojej dziewczynie i odchodzi z kapeli. Sytuację komplikują jednak rodzice każdego z członków grupy. Wszystko powoli zaczyna się układać, Olivia zdobywa się na odwagę by napisać list do swojego ojca, przebywającego w więzieniu. Opowiada o wszystkim co spotkało ją od czasu przyjazdu Stelli do momentu przegranej w konkursie. Na koniec, Lemoniada Gada gra koncert w Nowym Jorku, w Madison Square Garden, śpiewając swoją kultową piosenkę „Breakthrough”.

## Obsada
- Bridgit Mendler jako Olivia White
- Hayley Kiyoko jako Stella Yamada
- Adam Hicks jako Wendell „Wen” Gifford
- Naomi Scott jako Mohini „Mo” Banjaree
- Blake Michael jako Charles „Charlie” Delgado
- Nick Roux jako Scott Pickett
- Christopher McDonald jako Principal Brenigan
- Tisha Campbell-Martin jako Miss Reznick
- Lora Cunningham jako Danielle Delgado
- Chris Brochu jako Ray Beech
- Jayna Jordan jako Victoria Bender
- Cathleen Daly jako Shakespeare Club's Juliet
- Devonte Hodge jako Shakespeare Club's Romeo
- Elise Eberle jako Patty Racquel
- Caitlin Ribbans jako Jules Hessenheffer
- Christopher Scott jako Chrispy Martinez

## Wersja polska
Wersja polska: SDI Media Polska

Reżyseria: Artur Kaczmarski

Dialogi: Barbara Eyman

Wystąpili:
- Marta Dobecka – Olivia
- Aleksandra Domańska – Stella
- Paweł Ciołkosz – Wen
- Marcin Hycnar – Charlie
- Zuzanna Motorniuk – Mohini
- Grzegorz Wons – Dyrektor Brenigan
- Jakub Wesołowski – Scott
- Bartosz Obuchowicz - Ray Beech
- Joanna Węgrzynowska
- Agnieszka Judycka - Sydney
- Agnieszka Kunikowska - Matka Stelli
- Grzegorz Drojewski
- Julia Hertmanowska - Prowadząca program muzyczny
- Krzysztof Cybiński
- Mirosław Guzowski
- Grzegorz Kwiecień
- Adam Pluciński
- Leszek Zduń
- Joanna Borer
- Dominika Sell
- Artur Kaczmarski
- Grzegorz Pawlak - Prowadzący konkurs „Zostań Gwiazdą"
- Waldemar Barwiński
- Michał Podsiadło

Lektor: Radosław Popłonikowski